# Crònica rimada de Livònia
La Crònica rimada de Livònia (alemany: Livländische Reimchronik) és una crònica escrita en baix alemany per un autor anònim. L'obra cobreix el període de 1180 - 1290 i conté una gran riquesa en detalls sobre Livònia - les Letònia i Estònia modernes.
La crònica rimada es va compondre per a ser llegida als cavallers croats de l'Ordre de Livònia durant els àpats. La seva funció primària era inspirar als cavallers i legitimar les croades bàltiques per la qual cosa va aportar gran romanticisme i un exagerat perfil dramàtic.
Hi ha una segona crònica, coneguda com a Jove Crònica Rimada de Livònia, escrita també en baix alemany per Bartholomäus Hoeneke, sacerdot del Mestre de l'Ordre Livònica, cap a finals de la dècada de 1340. És una obra de proselitisme que cita informació sobre l'horror dels actes dels estonians que van matar a la seva pròpia noblesa i van cridar l'orde militar per a establir-se a Estònia i, els croats en canvi, els van massacrar a 1343. L'original es va perdre però sobreviuen paràgrafs en prosa.